# Eucelatoria obscurata
Eucelatoria obscurata är en tvåvingeart som först beskrevs av Wulp 1890.  Eucelatoria obscurata ingår i släktet Eucelatoria och familjen parasitflugor. Inga underarter finns listade i Catalogue of Life.